# Campagna peninsulare
La campagna peninsulare della guerra di secessione americana fu la maggiore operazione militare lanciata dall'Unione nella Virginia sud orientale, tra il marzo e il luglio del 1862: la prima offensiva su larga scala nel teatro orientale d'operazioni della guerra civile. La campagna, comandata dal maggior generale George B. McClellan, fu un movimento anfibio aggirante che aveva come scopo di catturare la capitale confederata di Richmond, evitando l'urto con l'Armata della Virginia Settentrionale.
McClellan ebbe inizialmente successo contro la forza del prudente generale Joseph E. Johnston, ma l'entrata in azione del generale Robert E. Lee mutò il carattere della campagna, che si concluse con un'umiliante disfatta dell'Unione. Sebbene non facenti parte formalmente della campagna peninsulare, le battaglie finali tenutesi dal 25 giugno al 1º luglio, con Lee comandante confederato all'offensiva contro McClellan, sono popolarmente note come Battaglie dei Sette Giorni e descritte nel relativo articolo.

## Premesse
McClellan passò l'inverno del 1861-62 addestrando la sua nuova Armata del Potomac e ignorando le esortazioni del presidente Abraham Lincoln ad avanzare contro i Confederati. Lincoln era particolarmente preoccupato dall'esercito del generale Joseph E. Johnston a Centreville, in Virginia, a sole 30 miglia da Washington. McClellan sovrastimò enormemente la forza di Johnston e si orientò a non affrontare quell'esercito quanto piuttosto puntare alla conquista della capitale confederata di Richmond. Propose di muoversi per via fluviale verso Urbanna, in Virginia, sul fiume Rappahannock e quindi per via terrestre verso Richmond prima che Johnston potesse muoversi per bloccarlo.
Malgrado Lincoln preferisse l'operazione terrestre, perché essa avrebbe difeso Washington da ogni attacco mentre l'operazione progrediva, McClellan sostenne che le condizioni delle strade in Virginia erano disastrose, che aveva disposto un'adeguata difesa della capitale unionista e che Johnston lo avrebbe certamente tallonato mentre egli si fosse mosso verso Richmond. Questo piano fu discusso per tre mesi a Washington, finché Lincoln approvò la proposta di McClellan ai primi di marzo. Dal 9 marzo, tuttavia, Johnston lasciò col suo esercito Centreville alla volta di Culpeper (Virginia), rendendo impraticabile il piano di McClellan verso Urbana. McClellan allora propose di far vela verso Fort Monroe e quindi verso la penisola della Virginia (la stretta lingua di terra fra il fiume James e il fiume York) e Richmond. Lincoln concordò, seppure con riluttanza.
Prima di partire per la penisola, McClellan mosse l'Armata del Potomac verso Centreville con una marcia d'addestramento. Scoprì quanto deboli fossero le forze di Johnston e quale fosse stata la posizione, affrontando le montanti critiche. L'11 marzo, l'ordine di guerra n. 3 di Lincoln rimosse McClellan dalla sua posizione di comandante in capo degli eserciti dell'Unione, perché potesse dedicare la sua piena attenzione alla difficile campagna che lo aspettava. L'Armata del Potomac cominciò a imbarcarsi per Fort Monroe il 17 marzo.

## Le forze contrapposte
L'Armata del Potomac aveva approssimativamente 50000 uomini a Fort Monroe quando McClellan arrivò, ma il suo numero si accrebbe a 121500 prima che cominciassero le ostilità. Trasportare questi uomini, oltre a 15000 cavalli e muli, e 1150 carri costituì un impegno enorme. Furono necessarie 113 navi a vapore, 188 golette e 88 chiatte. L'Armata fu organizzata in 3 Corpi e altre unità secondo il seguente schema:
- II Corpo: brigadier generale Edwin V. Sumner comandante: divisioni dei brigadieri generali Israel B. Richardson e John Sedgwick
- III Corpo: brigadier generale Samuel P. Heintzelman comandante: divisioni dei brigadier generali Fitz John Porter, Joseph Hooker e Charles S. Hamilton
- IV Corpo: brigadier generaleErasmus D. Keyes comandante: divisioni dei brigadier generali Darius N. Couch, William F. "Baldy" Smith e Silas Casey
- 1ª Divisione del I Corpo: brigadier generale William B. Franklin comandante
- Riserva di fanteria, comandata dal brigadier generale George Sykes
- Cavalleria, comandata dal brigadier generale George Stoneman
- La guarnigione di Fort Monroe: 12000 uomini sotto il maggior generale John E. Wool; Wool fu rapidamente trasferito in un altro dipartimento militare per servire a Baltimora dopo che il Dipartimento di Guerra s'accorse che egli era tecnicamente superiore in grado di McClellan.

Da parte confederata, l'Armata della Virginia Settentrionale di Johnston (così chiamata dal 14 marzo) fu organizzata in tre ali (wings), ognuna composta di varie brigate, secondo lo schema seguente:
- Sezione sinistra: maggior generale D.H. Hill comandante: brigate dei brigadier generali Robert E. Roods, Winfield S. Featherson, Jubal A. Early e Gabriel J. Rains
- Sezione centrale: maggior generale James Longstreet comandante: brigate dei brigadier generali A. P. Hill, Richard H. Anderson, George Edward Pickett, Cadmus Marcellus Wilcox, Raleigh Edward Colston e Roger A. Pryor
- Sezione destra: maggior generaleJohn Bankhead Magruder comandante: divisione del brigadier generale Lafayette McLaws (brigate dei brigadier generali Paul J. Semmes, Richard Griffith, Joseph Brevard Kershaw e Howell Cobb) e la divisione del brigadier generale David Rumph Jones (brigate dei brigadier generali Robert A. Toombs e George T. Anderson)
- Forza di riserva comandata dal maggior generale Gustavus W. Smith
- Cavalleria, comandata dal brigadier generale J.E.B. Stuart

Tuttavia, al momento dell'arrivo dell'Armata del Potomac, solo i 13000 uomini di Magruder erano di fronte alla penisola. La massa della forza di Johnston (43000 uomini) erano a Culpeper, 6000 sotto il maggior generale Theophilus Hunter Holmes a Fredericksburg e 9000 sotto il maggior generale Benjamin Huger a Norfolk. A Richmond, il generale Robert E. Lee, tornato dalla sua missione di rinforzo delle fortificazioni costiere nella Carolina del Sud e Carolina del Nord il 13 marzo divenne il consigliere militare principale del Presidente della C.S.A., Jefferson Davis.
Le forze nella Valle dello Shenandoah svolsero un ruolo indiretto nella campagna. Approssimativamente 50000 uomini unionisti al comando dei maggior generali Nathaniel Banks e Irvin McDowell erano impegnati nella caccia di una forza militare confederata più esigua al comando di Stonewall Jackson nella campagna della Valle. L'esperta manovra di Jackson e il suo successo tattico conseguito in scontri minori trattennero gli unionisti dal rafforzare McClellan, con sua grande costernazione. Egli aveva pianificato che i 30000 uomini di McDowell si unissero a lui.

## Battaglie

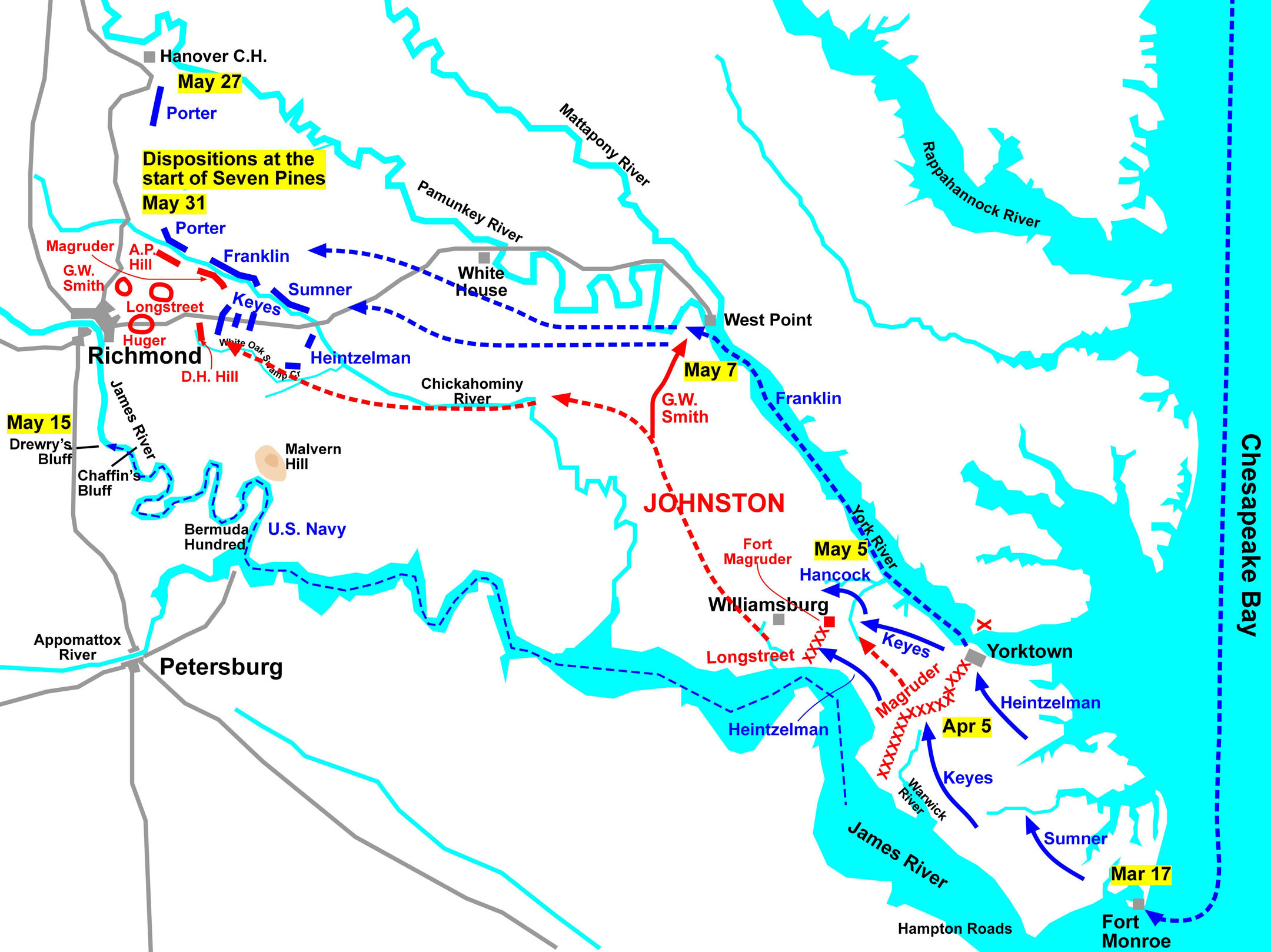
Campagna peninsulare, mappa degli eventi fino alla battaglia di Seven Pines

### Battaglia di Hampton Roads (8-9 marzo 1862)
L'8 marzo il mondo si svegliò al rombo del primo combattimento di navi corazzate, allorché la nuova CSS Virginia confederata, al comando del commodoro Franklin Buchanan, entrò in azione colando a picco nella baia di Chesapeake, ad Hampton Roads, due fregate unioniste: la Congress da 50 cannoni e la Cumberland da 30 cannoni.
Il giorno dopo però la Virginia fu affrontata dalla nuova corazzata unionista USS Monitor. Le due corazzate combatterono una battaglia che non portò ad alcuna delle due navi il successo e quindi entrambe si ritirarono alla fine della giornata.
Hampton Roads causò un inusitato sentimento di preoccupazione perché le navi da trasporto dell'Unione potevano essere aggredite da questo nuovo tipo di arma direttamente lungo il tragitto. E la Marina degli Stati Uniti non riuscì ad assicurare a McClellan che essa avrebbe potuto proteggere le operazioni né sul James né sullo York, così che il piano anfibio progettato di assediare Yorktown fu abbandonato e il Generale ordinò un'avanzata lungo la penisola a partire dal 4 aprile. Il 5 aprile, McClellan apprese che il corpo di McDowell non si sarebbe unito a lui a Fort Monroe. In aggiunta alla pressione esercitata dalla campagna della Valle di Jackson, il Presidente Abraham Lincoln credeva che McClellan avesse lasciato insufficienti forze a difesa di Washington e che il generale fosse stato ingannevole nel descrivere la consistenza delle unità a sua disposizione, facendo riferimento a truppe pronte a presidiare Washington mentre esse erano al momento schierate altrove. McClellan protestò animatamente che era costretto a condurre un'importante campagna militare senza poter contare sulle risorse promessegli e tuttavia si mise comunque in marcia.

### Battaglia di Yorktown (5 aprile-4 maggio 1862)
L'esercito unionista avanzò verso Yorktown (sito della resa 1781 di Lord Cornwallis a George Washington), in cui i 13000 uomini di Magruder s'erano trincerati lungo la Warwick Line che correva su entrambi i lati della città e lungo il fiume Warwick, allungandosi quasi completamente a tagliare la penisola. McClellan decise di assediare Yorktown e trascorse quasi un mese a radunare l'artiglieria pesante e i rifornimenti che egli credeva fossero necessari per l'impresa. Magruder, che era stato un attore dilettante prima della guerra, riuscì a ingannare McClellan marciando in modo visibile con esigue truppe, passando più volte sugli stessi posti, facendo credere che la sua fosse una forza assai più consistente.
Il 3 maggio Johnston ordinò a Magruder di evacuare Yorktown e ritirarsi dalla penisola per riunirsi al resto dell'esercito confederato. Nel corso del lungo lento indugio di McClellan, causato in parte dal tempo, difficoltà logistiche e dall'apparente mancanza di nerbo di Little Mac, Johnston ebbe il tempo adeguato per ridispiegare il suo esercito a difesa di Richmond. Elementi dell'ala di James Longstreet, schierati come retroguardia per il ritiro, occuparono alcuni dei trinceramenti di Magruder. Il 4 maggio si verificò uno scontro minore fra i due eserciti. Anche la cavalleria unionista di Stoneman ebbe una scaramuccia con quella di Jeb Stuart.

### Battaglia di Williamsburg (5 maggio 1862)
La prima battaglia campale della campagna coinvolse circa 41000 soldati dell'Unione e 32000 della Confederazione. McClellan fu assente nelle retrovie la maggior parte del giorno e il comando operativo dell'esercito unionista fu assunto da Sumner, che avrebbe prudentemente impiegato solo metà delle forze a sua disposizione. La divisione di Joseph Hooker si scontrò con la retroguardia confederata presso Williamsburg. Hooker assaltò Fort Magruder, una fortificazione fatta di terra accanto alla strada che da Yorktown portava a Williamsburg, ma fu respinto.
Longstreet contrattaccò e minacciò di sovrastare il fianco sinistro unionista, fin quando la brigata del brigadier generale Philip Kearny arrivò a stabilizzare la posizione dei Federali. La brigata di Winfield S. Hancock mosse allora a minacciare il fianco sinistro sudista, occupando due fortini abbandonati. I confederati contrattaccarono senza successo. Il successo localizzato di Hancock non fu sfruttato. L'esercito confederato continuò la sua ritirata durante la notte. Sebbene la battaglia fosse stata essenzialmente inconcludente, e una delusione per l'Unione per aver mancato di distruggere la forza nemica assai più esigua che aveva avuto di fronte, McClellan inviò un telegramma al Ministero della Guerra vantando la propria vittoria.

### Battaglia di Eltham's Landing (o West Point) (7 maggio 1862)
Il successivo piano di McClellan era quello di far avanzare quattro divisioni (quella di Franklin, di Porter, di Sedgwick e di Richardson), una per volta, al di là del fiume York verso West Point, tagliando la via di ritirata dalla penisola a Johnston. Questi intuì il fine di quel movimento e inviò la Divisione di G.W. Smith a intercettare Franklin. Smith conseguì una vittoria tattica contro Franklin, dissuadendo McClellan da ogni altro movimento anfibio, malgrado le condizioni delle strade in direzione di Richmond seguitassero a essere pessime.
Il 9 maggio, la forza isolata confederata a Norfolk, di fronte alla vasta forza unionista attraverso Hampton Roads, evacuò la città e la base navale. L'11 maggio, la corazzata CSS Virginia fu affondata per prevenirne la cattura da parte della Marina federale. Il Presidente Lincoln assisté a parte della campagna, essendo giunto nella penisola il 5 maggio, esercitando i suoi diretti poteri di comandante in capo con l'ordine impartito di bombardamento navale delle batterie confederate nell'area l'8 maggio.

### Battaglia di Drewry's Bluff (15 maggio 1862)
Con Yorktown in mano unionista e la Virginia naufragata, il fiume James era ora aperto alle cannoniere federali. Il 15 maggio, cinque cannoniere dello Squadrone del Blocco Nord Atlantico, incluse le corazzate USS Monitor e USS Galena, avanzarono sul James per saggiare le difese di Richmond. Dopo aver raggiunto un'ansa del fiume sopra il Dutch Gap, 7 miglia circa da Richmond, le cinque cannoniere incontrarono ostacoli sommersi e un accurato letale fuoco delle batterie di Fort Darling a Drewry's Bluff, che inflissero seri danni alla Galena. I cannoni confederati, posizionati 600 piedi a monte del fiume, erano tanto in alto da non poter essere fatti oggetto di fuoco di controbatteria da parte dei cannoni navali unionisti. La Marina federale ebbe almeno 14 morti e 13 feriti e infine tornò sui suoi passi. Il comandante John Rodgers della Galena nel suo rapporto a McClellan affermò di essere in grado di sbarcare truppe unioniste entro un raggio di 10 miglia dalla capitale confederata, ma McClellan non sfruttò mai tale concreta disponibilità nel corso della campagna.
McClellan si mosse con cautela verso Richmond. Il 18 maggio riorganizzò l'Armata del Potomac e promosse due Maggior generali al comando di due rispettivi Corpi: Fitz John Porter al nuovo V Corpo e William B. Franklin al VI Corpo. L'Armata aveva 105000 soldati in posizione a nord est della città, assai più dei 60000 di Johnston, ma per l'inefficienza dei servizi d'informazione, che facevano capo all'investigatore Allan Pinkerton, McClellan credeva di esser lui in stato di inferiorità numerica, in ragione di 2 a 1. Numerose scaramucce fra le prime linee dei due eserciti scoppiarono fra il 23 maggio e il 26 maggio. La tensione diventò molto alta in città, specie a causa dei rombi d'artiglieria provenienti dall'area della battaglia di Drewry's Bluff.

### Battaglia di Hanover Court House (27 maggio 1862)
Appena l'Armata unionista si diresse sulle difese più esterne di Richmond, restò divisa dal fiume Chickahominy, affievolendo così le proprie capacità di muovere avanti e indietro le truppe lungo la linea del fronte. Il 27 maggio, elementi del V Corpo di Porter si allungarono a nord di Hanover Courthouse per proteggere il fianco destro dell'Armata. L'obiettivo di Porter era quello di tagliare la ferrovia e di aprire la Telegraph Road per consentire l'arrivo di rinforzi unionisti al comando di Irvin McDowell che s'erano alla fine ritirati dalla Valle dello Shenandoah e che ora stavano marciando in direzione sud da Fredericksburg.
Anche McClellan optò per questa soluzione, presumibilmente per avere una forte forza a protezione delle sue linee di comunicazione col deposito di rifornimenti di White House Landing sul fiume Pamunkey. Le forze confederate, tentando di prevenire questa manovra, furono sconfitte a sud di Hanover Courthouse dopo un duro combattimento. La vittoria nordista fu tuttavia controversa, perché i rinforzi portati da McDowell furono richiamati a Fredericksburg appena giunse voce a Washington che Nathaniel Banks aveva subito una rotta nella Valle dello Shenandoah, nel corso della Prima battaglia di Winchester.

### Battaglia dei Sette Pini (o Fair Oaks) (31 maggio-1º giugno 1862)
Il 31 maggio, Johnston provò a sfruttare l'infelice posizione nordista a cavalcioni del fiume, le cui acque erano gonfie per via delle piogge, attaccando il III Corpo di Heintzelman e il IV Corpo di Keyes a sud del fiume, isolandoli dagli altri tre Corpi a nord del corso d'acqua. Il piano d'attacco confederato fu complicato e non ben coordinato, col risultato di movimenti mal condotti e attacchi ritardati, ma riuscirono a rigettare indietro il IV Corpo infliggendogli pesanti perdite. Tutte e due le parti inviarono sempre più forze nella mischia sebbene i Confederati non riuscissero mai a impiegare la massa concentrata di soldati necessaria per prevalere: delle tredici brigate sul loro fianco destro, non più di quattro alla volta furono impiegate. Sostenute dal III Corpo e dalla divisione di John Sedgwick del II Corpo di Edwin V.
Con l'appoggio del III Corpo e della divisione del magg. gen. John Sedgwick, facente parte del II Corpo di Sumner e che aveva attraversato il fiume su personale iniziativa di Sumner, la posizione federale fu infine stabilizzata prima che il IV Corpo potesse andare in rotta. Il generale Johnston fu seriamente ferito durante l'azione e il comando dell'Armata della Virginia Settentrionale fu assicurato temporaneamente da G.W. Smith. Il generale Robert E. Lee assunse subito il comando permanente. Il 1º giugno, i confederati rinnovarono i loro attacchi contro i federali che avevano ricevuto maggiori rinforzi, ma fecero pochi progressi. Entrambe le parti reclamarono la vittoria con perdite quasi uguali, ma nessuna concreta realizzazione fu guadagnata dalle parti. L'avanzata di George B. McClellan su Richmond fu arrestata e l'Armata di Johnston arretrò all'interno di Richmond per approntare opere difensive.

## Conseguenze e battaglie dei Sette Giorni
Il generale McClellan optò per l'abbandono delle sue operazioni offensive, pose sotto assedio Richmond e attese i rinforzi che aveva richiesto al Presidente Lincoln ma non riguadagnerà mai più l'iniziativa strategica. Lee usò il lungo mese di pausa nell'avanzata di McClellan per fortificare le difese di Richmond ed estenderle a sud del James River, a Chaffin's Bluff. Dalla parte meridionale del James, le linee difensive furono costruite a sud fino a un punto sotto Petersburg.
La lunghezza complessiva della nuova linea difensiva fu di circa 30 miglia. Per guadagnar tempo e completarla e preparare una nuova offensiva, Lee reiterò la tattica di smembrare l'esercito in piccole unità che apparissero più grandi di quanto non lo fossero in realtà. McClellan fu anche scoraggiato dalle audaci (anche se tatticamente non determinanti) incursioni della cavalleria di Jeb Stuart tutto intorno all'Armata unionista (13-15 giugno). La seconda fase della Campagna peninsulare registrò un deciso momento negativo per l'Unione allorché Lee lanciò furibondi contrattacchi proprio a est di Richmond nelle battaglie dei Sette Giorni (25 giugno-1º luglio 1862).
Malgrado nessuna di queste battaglie rappresenti una significativa vittoria tattica confederata (e la battaglia di Malvern Hill l'ultimo giorno sia addirittura una decisiva sconfitta confederata), la tenacia degli attacchi di Lee e l'improvvisa comparsa sul fianco occidentale di Stonewall Jackson e della sua "cavalleria appiedata" rappresentarono una netta vittoria strategica sudista, tanto che uno scoraggiato McClellan fu indotto ad arretrare le sue truppe su una base sul James. Lincoln più tardi ordinò all'Armata del Potomac di tornare nell'area di Washington per sostenere il generale John Pope che aveva avuto disposizione di organizzare la campagna della Virginia settentrionale e quella che sarà la seconda battaglia di Bull Run/seconda Manassas. La penisola della Virginia sarebbe rimasta relativamente calma fino al maggio 1864, quando Benjamin Franklin Butler l'avrebbe ancora una volta invasa nel quadro della campagna di Bermuda Hundred.